# (36600) 2000 QP138
2000 QP138 (asteroide 36600) é um asteroide da cintura principal. Possui uma excentricidade de 0.07567300 e uma inclinação de 2.04915º.
Este asteroide foi descoberto no dia 31 de agosto de 2000 por LINEAR em Socorro.